# اتفاق السلام السوداني
اتفاق السلام السوداني هو اتفاق سلام وُصِف بالتاريخي، وقعت عليه في 31 أغسطس 2020، في جنوب السودان، الحكومة السودانية برئاسة عبد الله حمدوك وحضور رئيس مجلس السيادة السوداني عبد الفتاح البرهان، مع الجبهة الثورية السودانية، التي تضم الجماعات السودانية المتمردة الخمس الرئيسية، وعلى رأسها حركة العدل والمساواة وحركة تحرير السودان، وكلاهما من إقليم دارفور في الغرب، والحركة الشعبية لتحرير السودان – الشمال التي تقود تمردًا ضد الحكومة السودانية في جنوب كردفان والنيل الأزرق. ويهدف الاتفاق إلى تحقيق الاستقرار والسلام في السودان بعد عقود من الصراعات الأهلية المتعددة، التي راح ضحيتها أكثر من 300 ألف نسمة وتشريد أكثر من مليوني ونصف المليون وفق ما تشير التقديرات، خاصة بعد أن اتسعت رقعة الصراع في دارفور منذ عام 2003.

## بروتوكولات الاتفاق
يشمل الاتفاق على ثماني بروتوكولات، تتضمن:
- إعادة تنظيم وتشكيل القوات الأمنية والجيش حيث بموجب الاتفاق سيُدمج أفراد الحركات المسلحة ضمن القوات الحكومية عند حل ميليشيات الجبهة.[3]
- تطبيق العدالة الانتقالية في كل السودان.
- التعويضات وجبر الضرر.
- تنمية قطاع البدو الرحل والرعاة.
- إعادة توزيع الثروات والحقوق الاقتصادية.
- حل قضية النازحين واللاجئين.
- إعادة توزيع الأراضي، بما في ذلك حل مشكلة الحواكير، وهو اسم يُطلق على الأراضي التي تقع ضمن سيطرة القبائل أو الملكية التي تنادي به.
- ويأتي بروتوكول تقاسم السلطة على رأس هذه البروتوكات، حيث جرى الاتفاق على أن يكون للأطراف المتمردة تمثيلًا سياسيًّا ضمن مجلس السيادة السوداني ضمن المرحلة الانتقالية في السودان.

## التوقيع النهائي على اتفاقية السلام بين حكومة السودان وحركات الكفاح المسلح
شهدت جوبا عاصمة جنوب السودان، يوم السبت 3 أكتوبر 2020 توقيع اتفاق السلام بين الحكومة السودانية وعدد من الحركات المسلحة، لحل عقود من الصراعات في دارفور وجنوب كردفان وجنوب النيل الأزرق والتي أدت إلى تشريد الملايين ووفاة مئات الآلاف، وذلك بمشاركة العديد من الرعاة وأبرزهم دولة الإمارات.
وحضر مراسم التوقيع بساحة الحرية في جوبا رؤساء كل من تشاد وجيبوتي والصومال، بجانب رئيسي وزراء مصر وإثيوبيا، ووزير الطاقة الإماراتي، والمبعوث الأميركي الخاص لدولتي السودان وجنوب السودان وممثلين لعدد من الدول الغربية.ومن المجموعات المسلحة الموقعة على اتفاق جوبا، حركة جيش تحرير السودان، جناح أركو مناوي، وحركة العدل والمساواة، والحركة الشعبية جناح مالك عقار، وذلك إلى بجانب فصائل أخرى.

## الدعم الاممي للسودان
مجلس الأمن الدولي قد تبنى في يونيو الماضي، قرارين بشأن السودان، قضيا بتشكيل البعثة الأممية تحت مسمى (يونتامس)، مهمتها تقديم الدعم للحكومة الانتقالية في بناء وتنفيذ اتفاقات السلام وحماية المدنيين في دارفور وجنوب كردفان والنيل الأزرق.